# La Poupée brisée

La Poupée brisée (The Big Street) est un film de Irving Reis tourné en 1942, avec Henry Fonda.

## Synopsis
C'est l'histoire d'amour à sens unique entre A. Pinkerton (alias Little Pinks : Henry Fonda), serveur dans un music hall et sa chanteuse vedette Gloria Lyons (Her Highness : Lucille Ball). Pinks aime secrètement Gloria, entretenue par le patron de la boîte, Case Ables (Barton MacLane), jusqu'au jour où elle se retrouve à l'hôpital à la suite d'une chute provoquée par Ables, jaloux d'un riche oisif, Decatur Reed (William T. Orr) pour qui elle s'apprête à le quitter. Pinks va mettre tout son temps et son argent, avec l'aide de ses amis, à essayer de soigner Gloria, qu'il vénère toujours comme "son altesse", puis lui faire  voir la vie sous un jour moins sombre et entretenir ses espoirs de guérison lorsque, à court de ressources et invalide, elle vient s'installer chez lui, tout en le traitant comme un valet. 
Pour elle et sans un mot de remerciement - ni pour ses amis et son amie Violette (Agnes Moorehead) qu'elle traite avec mépris - il ira en Floride en poussant son fauteuil, se fera voleur et organisera une soirée en l'honneur d'une mystérieuse princesse, à l'aide de quelques amis malfrats, pour lui faire retrouver un peu du lustre d'antan, et éviter qu'elle ne meure de chagrin (de paranoïa). Pinks accusé d'un vol de bijoux parvient à retourner en sa faveur la police (Ables est à la tête d'une escroquerie à l'assurance pour les bijoux volés) et un riche mari à qui il a appris son infortune conjugale. La salle applaudit la dernière chanson de Gloria et Pinks esquisse une danse en la portant dans ses bras. 
Elle fait alors trois pas, premier pas vers sa guérison et meurt dans ses bras.

## Fiche technique
- Titre original : The Big Street
- Producteur : Damon Runyon
- Scénario : Leonard Spigelgass, d'après une histoire parue dans le magazine Colliers (Little Pinks)
- Réalisation : Irving Reis, assisté de Robert Aldrich (non crédité)
- Musique : Roy Webb (chansons de Harry Revel et Mort Greene)
- Montage : William Hamilton

## Distribution
- Henry Fonda : Little Pinks
- Lucille Ball : Gloria Lyons
- Barton MacLane : Case Ables
- Eugene Pallette : Nicely Nicely Johnson
- Agnes Moorehead : Violette Shumberg
- Marion Martin : Mimi Venus
- George Cleveland : Colonel Samuel Venus
- William T. Orr : Decatur Reed
- Ray Collins
- Sam Levene
- Mary Stuart : une showgirl

## Autour du film
Initialement dévolus à Charles Laughton et Carole Lombard (qui décédera dans un accident d'avion avant la sortie du film), qui déclinèrent, les rôles furent proposés à Henry Fonda, deux ans après Les Raisins de la colère, parmi de nombreux rôles de boy scout et d'amoureux transis, et Lucille Ball, amie de Carole Lombard (et ex-petite amie d'Henry Fonda, ce que n'appréciait guère sa compagne d'alors). Ce film mineur était pour lui la poursuite d'une filmographie prestigieuse, pour elle l'un de ses principaux rôles avant d'être évincée du studio quelques années plus tard.
On retrouve dans les rôles secondaires des figures importantes de la comédie américaine, de Barton MacLane (et ses 40 ans de loyaux services comme faire valoir dans nombre de grands films, et quelques rôles plus importants comme Milliardaire pour un jour, le remake de et par Frank Capra (il côtoyait déjà Henry Fonda dans J'ai le droit de vivre de Fritz Lang) à Agnes Moorehead (la future héroïne de Ma sorcière bien-aimée, qui débutait sa carrière à Hollywood en 1941 avec Orson Welles dans Citizen Kane et La Splendeur des Amberson avec également Ray Collins, avant de jouer les garces dans Dark Passage, puis les héroïnes des mélodrames de Douglas Sirk), Eugene Pallette (Lady Eve, avec Fonda, Le ciel peut attendre d'Ernst Lubitsch) et Sam Levene, acteur dans les films de la série The Thin Man.